# متحف نوبل في دبي 2015
تم افتتاح متحف نوبل في دبي عام 2015 لمدة شهر كامل من قبل مؤسسة محمد بن راشد آل مكتوم للمعرفة لأول مرة في المنطقة وذلك بهدف التعريف بمؤسسة نوبل بشكل ملموس في المنطقة وتم تقسيم المعرض إلى خمسة اجنحة متخصصة. وتم اقامة العديد من الورش والفعاليات خلال مدة عرض المتحف.

## شعار المتحف
«جائزة نوبل - أفكار تغير العالم»

## الاهداف
نشر مفاهيم الإبداع والابتكار في المجتمعات العربية، وبين أوساط الشباب والأجيال القادمة، وتقديم جرعة معرفية غنية لفئات المجتمع كافة، وخاصة الطلبة والأكاديميين والعلماء والمتخصِّصين في مجالات حيوية، إلى جانب تمكين الأجيال القادمة في العالم العربي، وتزويدهم بالمعرفة، وتوفير مجموعة متكاملة من الحلول المستدامة.

## الورش
تم اقامة بعض الورشات المتخصصة خلال عرض المتاحف وهي:
- الورشة الأولى «شرارة الإبداع» وتقام بتاريخ 5 إبريل ويقدمها توبياس ديجسيل، منسق متحف نوبل والذي بدأ عام 2010 بتطوير مفهوم يدعى «شرارة الإبداع» للمتخصصين في مجال الأعمال.
- الورشة الثانية «تأثيرات جائزة نوبل» أقيمت بتاريخ 12 أبريل ويقدمها الدكتور غوستاف كالستراند، كبير أمناء متحف نوبل الحاصل على شهادة الماجستير في التاريخ وتاريخ الأفكار من جامعة ستوكهولم في عام 2007.
- الورشة الصالثة «التمويل المالي الصغير» 19 إبريل. قَدمها الدكتور محمد يونس، الخبير المصرفي وأستاذ الاقتصاد السابق في جامعة «شيتاجونج» في بنغلادش، والحاصل على جائزة نوبل للسلام عام 2006.
- الورشة الرابعة «التطور الطبي بفضل اختراعات نوبل» بتاريخ 26 أبريل للدكتورة كاترينا نوردكفيست، مديرة الأبحاث في متحف نوبل، الخبيرة في مجال البحث والابتكار في معهد كارولينسكا، وشركة استرا زينيكا، والهيئة الحكومية للابتكار.

## الاقسام
ينقسم المتحف إلى خمسة أجنحة وهي:
1. يُعرف الجناح الأول الزوار على جائزة نوبل وتاريخها وأهدافها ومجالاتها المتخصصة
2. الجناح الثاني الضوء على شخصية وسيرة حياة مؤسس الجائزة ألفريد نوبل، وأهم اكتشافاته واختراعاته.
3. الجناح الثالث لمحة تاريخية عن الجائزة والفائزين فيها منذ تأسيسها وإنجازاتهم.
4. الجناح الرابع العلاقة بين إنجازات الفائزين بجائزة نوبل بحياتنا المعاصرة وأهمية هذه الإنجازات في خدمة البشرية.
5. الجناح الخامس الضوء على دور الاكتشافات الحائزة على الجائزة في تغيير ملامح المستقبل.

## المتحف في مدن أخرى
قبل ان يتم عرض المتحف في دبي تم عرضه في عدة مدن أخرى وهي:
- نيودلهي
- ريودي جانيرو
- ساوباولو

## روابط خارجية
- متحف نوبل - مؤسسة محمد بن راشد للمعرفة